# London Borough of Hackney

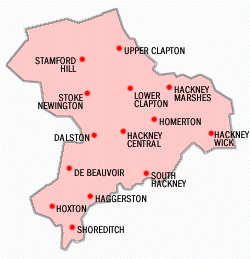
Podział gminy

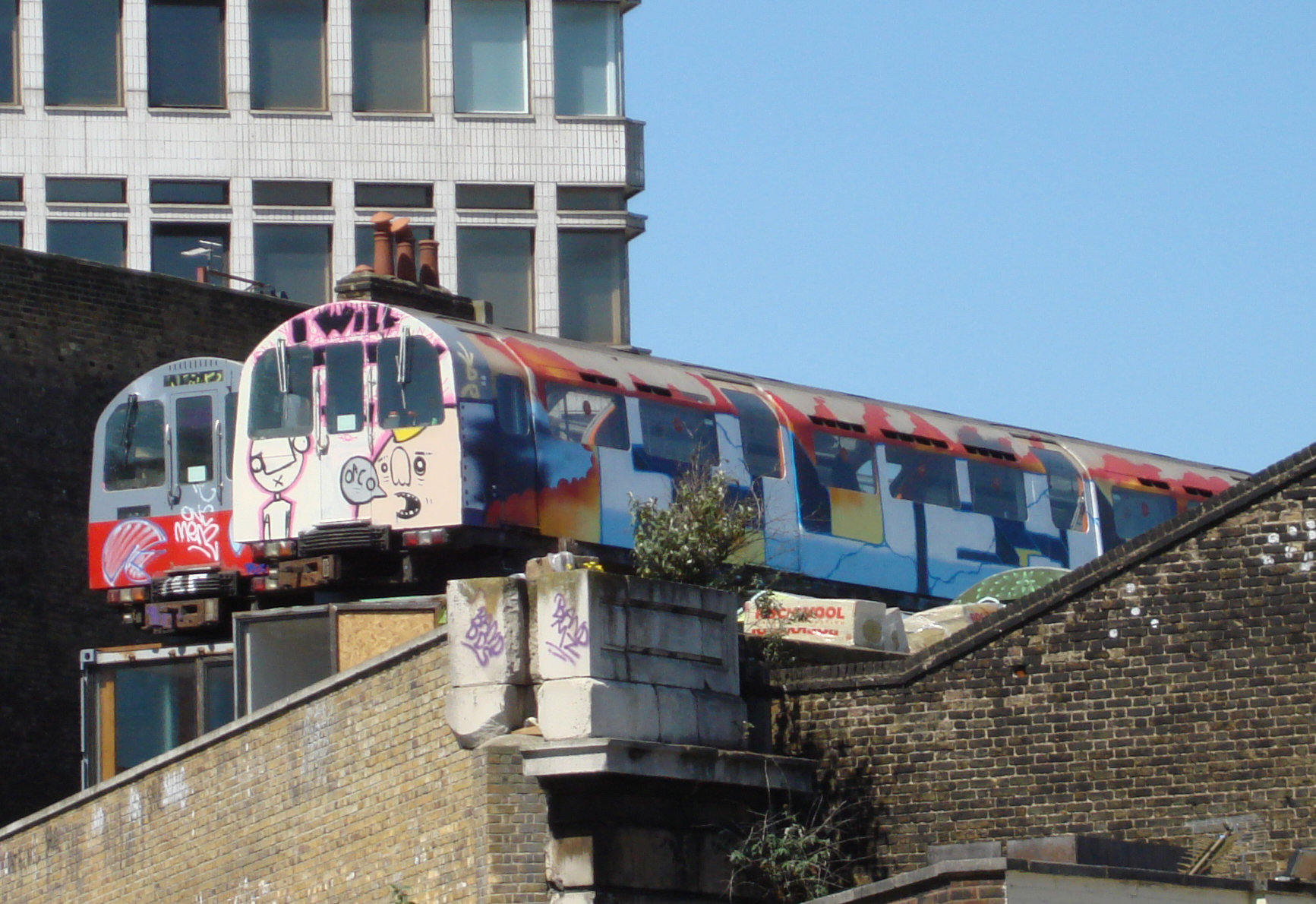
1983 tube stock na ulicy Great Eastern Street

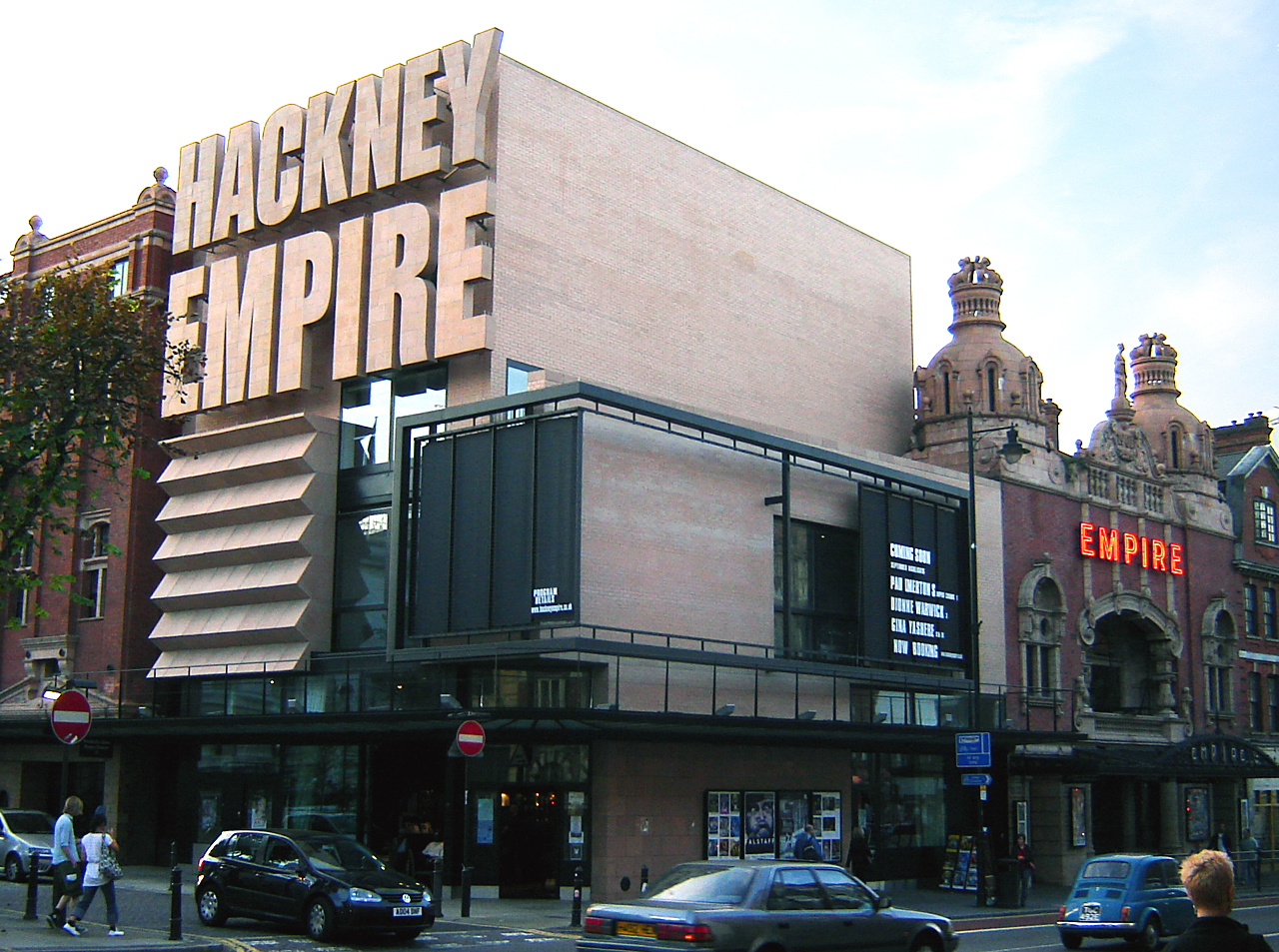
Hackney Empire

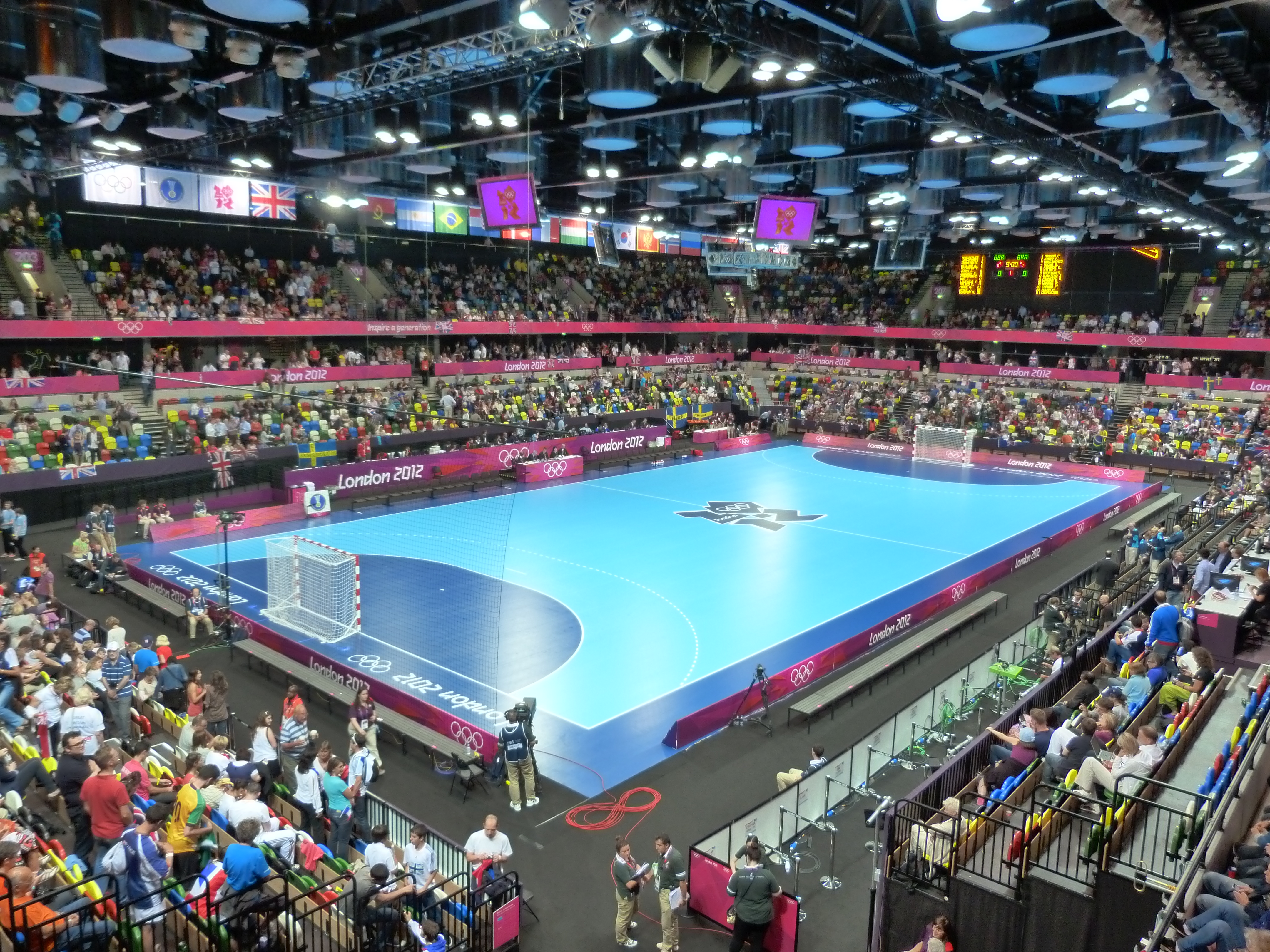
Copper Box

London Borough of Hackney – jedna z 32 gmin Wielkiego Londynu położona w jego północno-wschodniej części. Wraz z 11 innymi gminami wchodzi w skład tzw. Londynu Wewnętrznego. Władzę stanowi Rada Gminy Hackney (ang. Hackney Council).
Gmina Hackney jest jedną z sześciu pełniących rolę gospodarza Letnich Igrzysk Olimpijskich w 2012 roku.

## Historia
Gminę utworzono w 1965 na podstawie ustawy London Government Act 1963  ze stołecznych gmin Hackney (ang. Metropolitan Borough of Hackney), Shoreditch (ang. Metropolitan Borough of Shoreditch) i Stoke Newington (ang. Metropolitan Borough of Stoke Newington), które utworzono w 1900 roku w ramach podziału hrabstwa County of London na 28 gmin.

## Geografia
Gmina Hackney ma powierzchnię 19,06 km², graniczy od wschodu z Newham,  od zachodu z Islington, od południa z City oraz Tower Hamlets, zaś od północy z Haringey i Waltham Forest.
W skład gminy Hackney wchodzą następujące obszary:
| - Clapton Park - Dalston - Hackney Central - Hackney Marshes - Hackney Wick - Haggerston - Homerton - Hoxton - Kingsland | - Lea Bridge - Lower Clapton - Shacklewell - South Hackney - Stamford Hill - Stoke Newington - Upper Clapton - Victoria Park |

Gmina Hackney dzieli się na 21 okręgów wyborczych, które nie pokrywają się dokładnie z podziałem na obszary, zaś mieszczą się w dwóch rejonach tzw. borough constituencies – Hackney North and Stoke Newington i Hackney South and Shoreditch.
| - Brownswood (Hackney North and Stoke Newington) - Cazenove (Hackney North and Stoke Newington) - Clissold (Hackney North and Stoke Newington) - Dalston (Hackney North and Stoke Newington) - De Beauvoir (Hackney South and Shoreditch) - Hackney Central (Hackney South and Shoreditch) - Hackney Downs (Hackney North and Stoke Newington) - Hackney Wick (Hackney South and Shoreditch) - Haggerston (Hackney South and Shoreditch) - Homerton (Hackney South and Shoreditch) - Hoxton East and Shoreditch (Hackney South and Shoreditch) | - Hoxton West (Hackney South and Shoreditch) - King's Park (Hackney South and Shoreditch) - Lea Bridge (Hackney North and Stoke Newington) - London Fields (Hackney South and Shoreditch) - Shacklewell (Hackney North and Stoke Newington) - Springfield (Hackney North and Stoke Newington) - Stamford Hill West (Hackney North and Stoke Newington) - Stoke Newington (Hackney North and Stoke Newington) - Victoria (Hackney South and Shoreditch) - Woodberry Down (Hackney North and Stoke Newington) |

## Samorząd
Władzę ustawodawczą w gminie stanowi jej rada, licząca 57 członków wybieranych z zastosowaniem ordynacji większościowej. Po ostatnich wyborach, przeprowadzonych 6 maja 2010 roku, zdecydowaną większość w radzie ma Partia Pracy, dysponująca 50 mandatami. Na czele władzy wykonawczej stoi burmistrz, pochodzący z wyborów bezpośrednich. Od maja 2002 jest nim Jules Pipes z Partii Pracy.

## Demografia
W 2011 roku gmina Hackney miała 246 270  mieszkańców.
Podział mieszkańców według grup etnicznych na podstawie spisu powszechnego z 2011 roku:
| - Biali Brytyjczycy: 89 030 (36,2%) - Biali Irlandczycy: 5216 (2,1%) - Podróżnicy irlandzcy: 474 (0,2%) - Pozostali biali: 39 897 (16,2%) - Mieszani Karaibowie: 4989 (2,0%) - Mieszani Afrykanie: 2866 (1,2%) - Mieszani Azjaci: 3020 (1,2%) - Pozostali mieszani: 4994 (2,0%) - Hindusi: 7599 (3,1%) | - Pakistańczycy: 1905 (0,8%) - Banglijczycy: 6180 (2,5%) - Chińczycy: 3436 (1,4%) - Pozostali Azjaci: 6747 (2,7%) - Czarni Afrykanie: 27 976 (11,4%) - Czarni Karaibowie: 19 168 (7,8%) - Pozostali czarni: 9714 (3,9%) - Arabowie: 1721 (0,7%) - Pozostałe grupy etniczne: 11 338 (4,6%) |

Podział mieszkańców według wyznania na podstawie spisu powszechnego z 2011 roku:
- Chrześcijaństwo –  38,6%
- Islam – 14,1%
- Hinduizm – 0,6%
- Judaizm – 6,3%
- Buddyzm – 1,2%
- Sikhizm – 0,8%
- Pozostałe religie – 0,5%
- Bez religii – 28,2%
- Nie podana religia – 9,6%

Podział mieszkańców według miejsca urodzenia na podstawie spisu powszechnego z 2011 roku:
| - Wielka Brytania (150 030 – 60,92%) - Turcja (8982 – 3,65%) - Nigeria (6692 – 2,72%) - Jamajka (4444 – 1,80%) - Polska (4203 – 1,71%) - Irlandia (3977 – 1,61%) - Ghana (3604 – 1,46%) - Indie (2955 – 1,20%) - Stany Zjednoczone (2747 – 1,12%) - Bangladesz (2659 – 1,08%) - Francja (2480 – 1,01%) - Australia (2352 – 0,96%) - Włochy (2360 – 0,96%) - Niemcy (2285 – 0,93%) | - Hiszpania (1659 – 0,67%) - Somalia (1401 – 0,57%) - Portugalia (1160 – 0,47%) - Chiny (1003 – 0,41%) - Południowa Afryka (969 – 0,39%) - Pakistan (840 – 0,34%) - Filipiny (582 – 0,24%) - Rumunia (564 – 0,23%) - Litwa (504 – 0,20%) - Kenia (459 – 0,19%) - Iran (398 – 0,16%) - Zimbabwe (401 – 0,16%) - Sri Lanka (171 – 0,07%) - pozostali (36 389 – 14,78%) |

## Transport

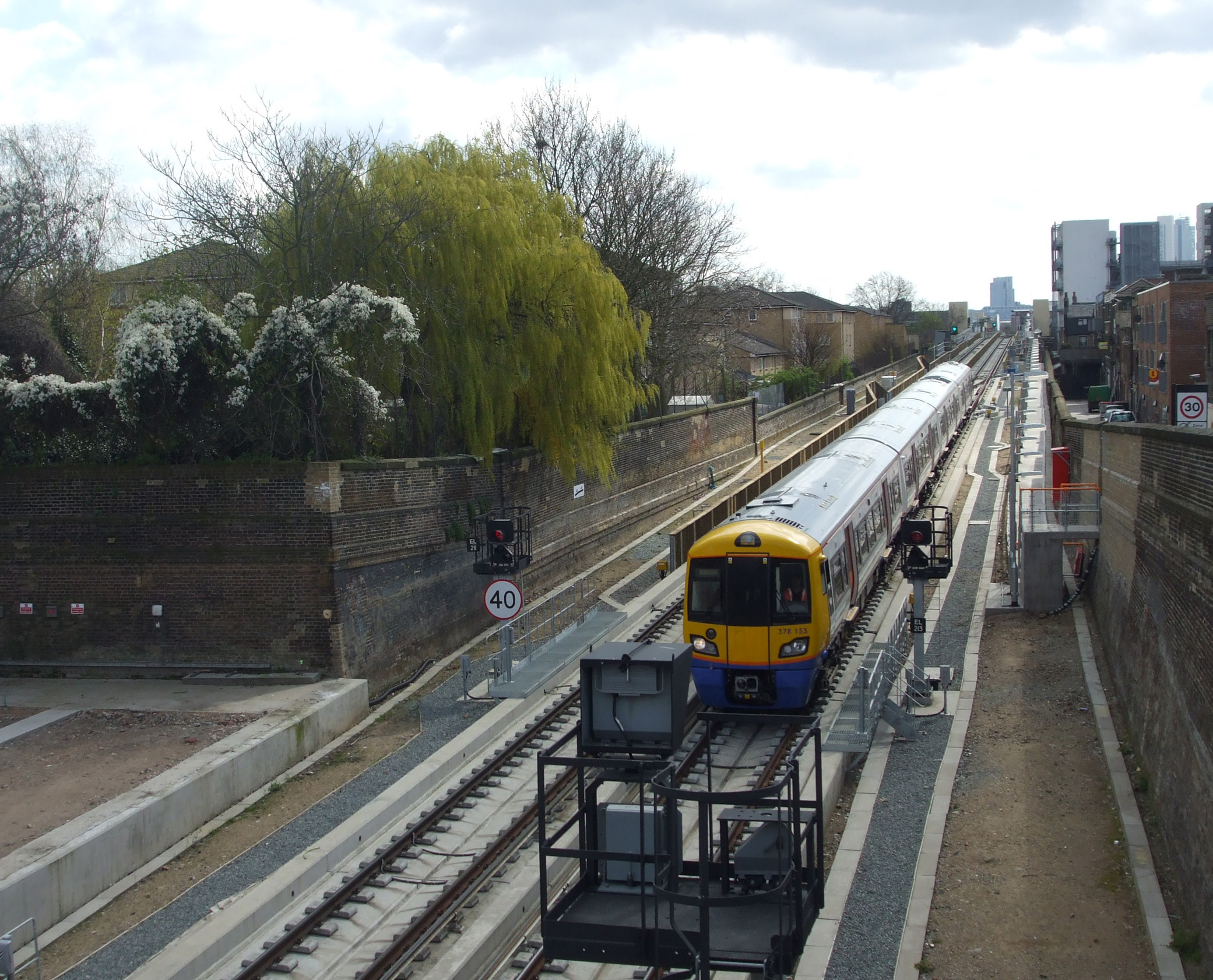
stacja Dalston Junction

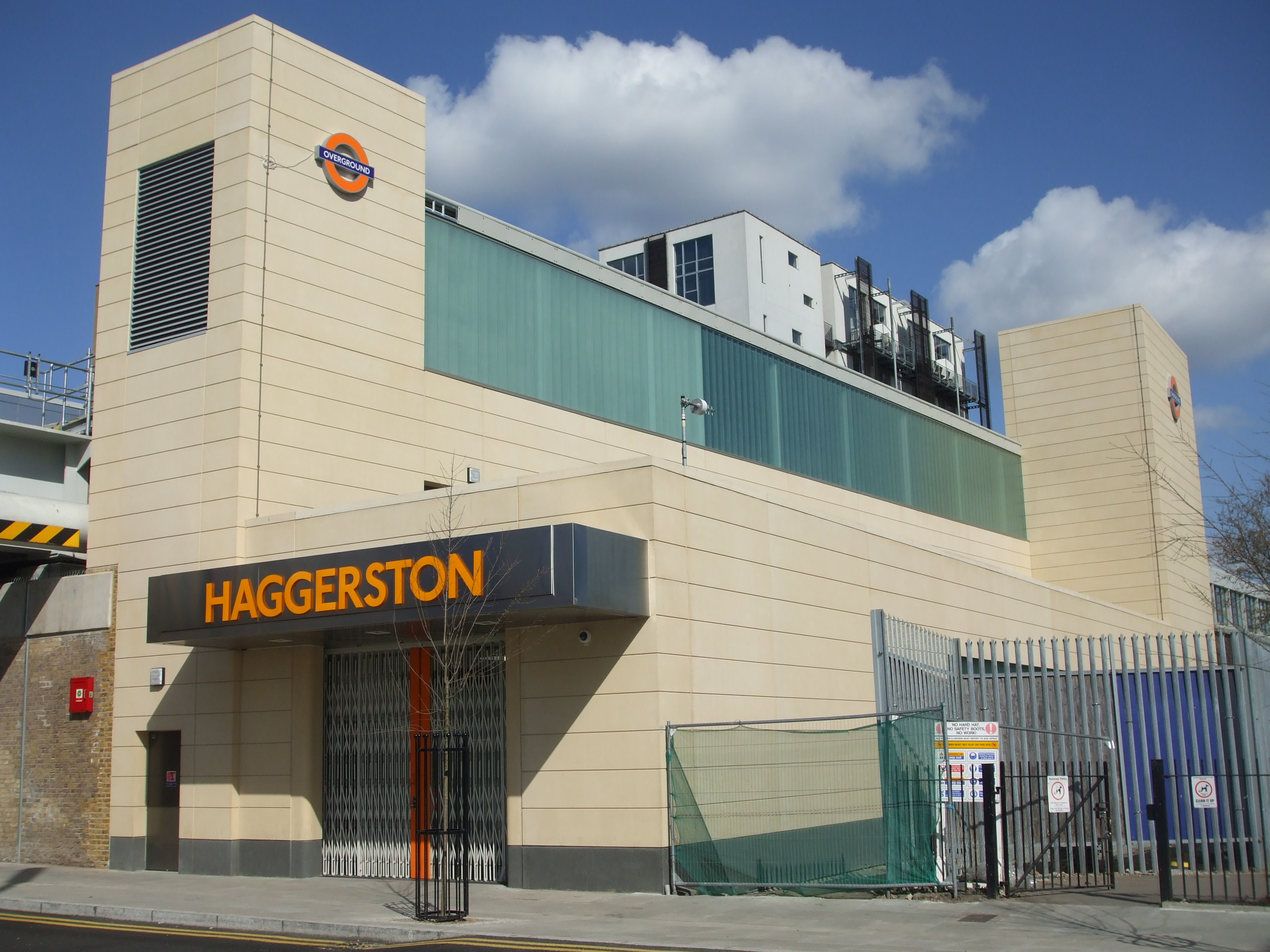
stacja Haggerston

Dominującymi na terenie gminy formami komunikacji miejskiej są połączenia autobusowe oraz kolej miejska.
Przez gminę Hackney przebiegają dwie linie metra: Northern Line i Piccadilly line.
Stacje metra:
- Manor House (na granicy z Haringey) – Piccadilly line
- Old Street (na granicy z Islington) – Northern Line

Pasażerskie połączenia kolejowe na terenie Hackney obsługują przewoźnicy First Capital Connect, National Express East Anglia i London Overground.
Stacje kolejowe:
- Clapton
- Hackney Downs
- London Fields Station
- Old Street (na granicy z Islington)
- Rectory Road
- Stamford Hill
- Stoke Newington

Stacje London Overground:
- Dalston Junction
- Dalston Kingsland
- Hackney Central
- Hackney Wick
- Haggerston
- Homerton
- Hoxton
- Shoreditch High Street (na granicy z Tower Hamlets)

## Miejsca i muzea
- Geffrye Museum[12]
- Hackney Museum[13]
- Arcola Theatre[14]
- Hackney Empire[15]
- Hoxton Hall[16]
- Transition Gallery[17]
- Victoria Miro Gallery[18]
- White Cube[19]
- Chats Palace arts centre[20]

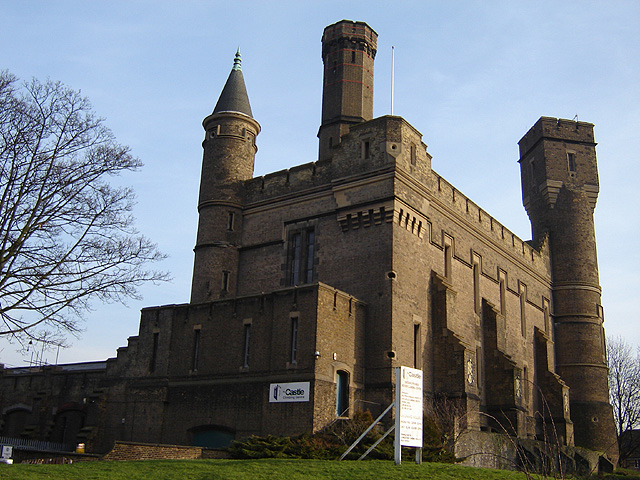
The Castle Climbing Centre

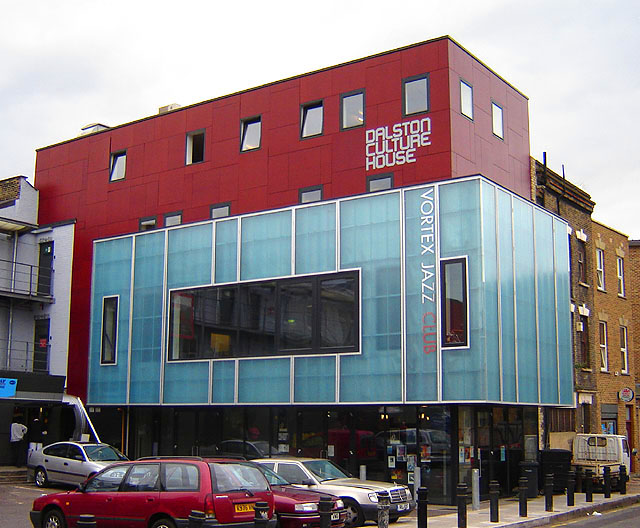
Vortex Jazz Club

- Sutton House (najstarszy budynek mieszkalny w gminie)[21]
- St Augustine's Tower (najstarszy budynek w Hackney)
- Vortex Jazz Club (znany klub Jazzowy)[22]
- The Castle Climbing Centre[23]
- The Circus Space[24]

## Letnie Igrzyska Olimpijskie 2012
Wschodnia część dystryktu Hackney Wick należała do wioski olimpijskiej Letnich Igrzysk Olimpijskich 2012. W tym rejonie znajdowały się m.in. centra prasowe: International Broadcast Centre (IBC) oraz Main Press Centre (MPC), zaś zawody odbyły się w następujących miejscach:
- Copper Box (piłka ręczna, pięciobój nowoczesny – szermierka)
- Riverbank Arena (hokej na trawie)

## Znane osoby
W Hackney  urodzili się m.in.
- Edmond Halley – astronom i matematyk
- Nicko McBrain – muzyk rockowy
- Adrian Smith – muzyk rockowy
- Marc Bolan – wokalista
- Phillips Idowu – lekkoatleta
- Leonard Woolley – archeolog
- David O’Leary – trener i były piłkarz
- Eric Bristow – darter
- Jessica Tandy – aktorka
- Matt Monro – piosenkarz
- James Richardson Spensley – lekarz i piłkarz
- Phil Collen – gitarzysta
- Ray Winstone – aktor
- Ron Harris – piłkarz
- Idris Elba – aktor
- Paloma Faith – wokalistka
- Harold Pinter – dramaturg i pisarz
- Barbara Windsor – aktorka
- Shaka Hislop – piłkarz
- Martine McCutcheon – aktorka i piosenkarka
- James Parkinson – lekarz i geolog
- Anthony Newley – wokalista, aktor i kompozytor
- Anne Keothavong – tenisistka
- John Diamond – dziennikarz
- George Sewell – aktor
- Alan Sugar – biznesmen i doradca polityczny
- Henry Allingham – przez pewien okres najstarszy żyjący mężczyzna na świecie,
- Paul Boateng – polityk
- Stephen Paul Manderson – wokalista, raper znany jako Professor Green
- Michael Page – bokser oraz zawodnik MMA

## Współpraca
- Bridgetown, Barbados
- Suresnes, Francja
- Getynga, Niemcy
- St George's, Grenada
- Hajfa, Izrael
- Presnenskij, Rosja
- Austin, Stany Zjednoczone
- Alexandria, Południowa Afryka